# Verdienstorden des Landes Brandenburg

Grafische Darstellung des Verdienstordens des Landes Brandenburg

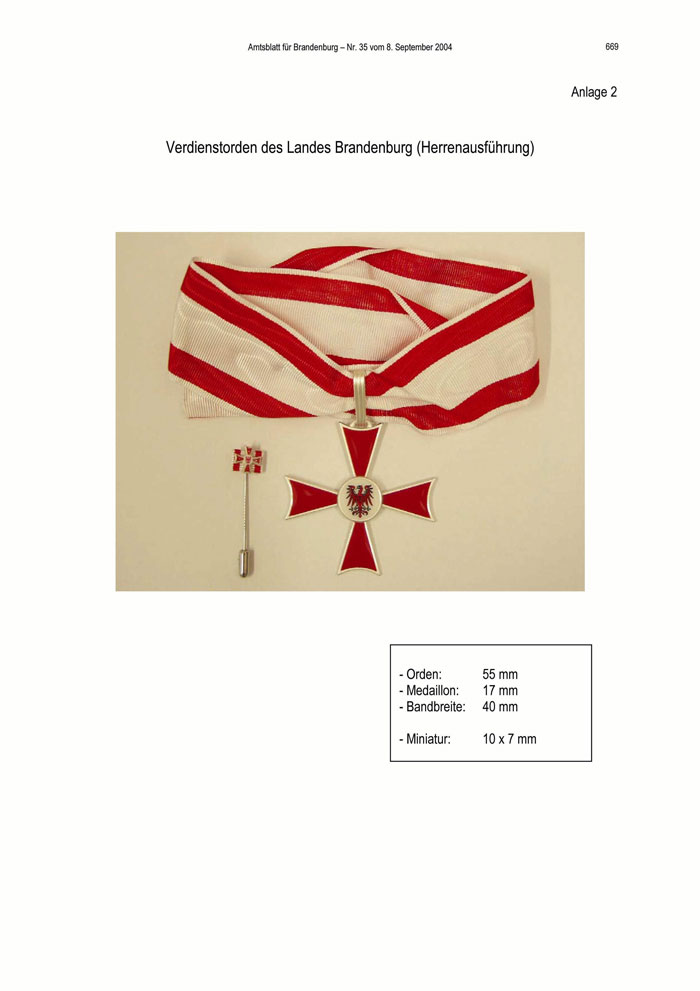
Verdienstorden des Landes Brandenburg (Abbildung aus dem Brandenburger Amtsblatt)

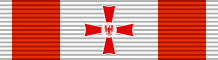
Bandschnalle

Der Verdienstorden des Landes Brandenburg (auch Roter Adlerorden genannt) ist die höchste Auszeichnung des Landes Brandenburg. Er wurde am 10. Juli 2003 mit dem Gesetz über den Verdienstorden des Landes Brandenburg (Brandenburgisches Ordensgesetz – BbgOrdG) gestiftet und am 14. Juni 2005, dem brandenburgischen Verfassungstag, erstmals verliehen. 

## Stiftungsinhalt
Der vollständige Stiftungswortlaut ist:
- § 1: Als Zeichen der Anerkennung und des Dankes für außerordentliche Verdienste um das Land Brandenburg und seine Bevölkerung wird der Verdienstorden des Landes Brandenburg gestiftet. Er kann an verdiente Personen verliehen werden.
- § 2: Der Verdienstorden wird in einer Klasse verliehen. In einem Kalenderjahr sollen in der Regel nicht mehr als zwanzig Verdienstorden verliehen werden. Die Zahl der Ordensinhaber soll nicht höher als dreihundert sein. Der Ministerpräsident ist kraft Amtes Inhaber des Verdienstordens. Scheidet eine Person durch Tod oder aus anderen Gründen aus dem Kreis der Ordensinhaber aus, so kann dieser Kreis entsprechend ergänzt werden. (Anmerkung: Eine Dotierung ist mit der Ehrung nicht verbunden.)
- § 3: Das Ordenszeichen hat die Form eines Malteserkreuzes. Die Vorderseite ist emailliert. Das Mittelstück ist ein rundes, reinweißes und mit einem schmalen silbernen Emaillerand versehenes Medaillon, das auf der Vorderseite den brandenburgischen roten Adler trägt. Die Arme des Kreuzes sind rot emailliert und mit einem schmalen silbernen Emaillerand versehen. Die Rückseite des Ordens ist glatt und silbern sowie mit einem mittig angeordneten Schriftzug BRANDENBURG versehen. Unter dem Schriftzug wird das Jahr der Verleihung, unter ihm die fortlaufende Zahl des verliehenen Ordens eingefräst.[1] Das Ordenskreuz wird an einem weißen, mit roten Bordüren versehenen Ordensband von Frauen unterhalb der linken Schulter an einer Bandschleife, von Männern um den Hals getragen. Anstelle des Ordenskreuzes kann eine Miniatur von Frauen auf einer entsprechenden Bandschleife, von Männern auf einem Band getragen werden.
- § 4: Der Verdienstorden wird durch den Ministerpräsidenten verliehen. Vorschlageberechtigt sind der Präsident des Landtages für den Landtag und die Mitglieder der Landesregierung für ihre Geschäftsbereiche.
- § 5: Die Vorschlageberechtigten und der Ministerpräsident dürfen ohne Kenntnis der vorzuschlagenden Personen personenbezogene Daten über die bei anderen Stellen oder Personen erheben, diese Daten speichern und an Dritte übermitteln, soweit dies zur Prüfung der Ordenswürdigkeit erforderlich ist. Eine Verwendung der Daten für andere Zwecke ist unzulässig. Öffentliche Stellen des Landes Brandenburg sind in den Fällen des Absatzes 1 verpflichtet, die erforderlichen Auskünfte zu erteilen.
- § 6: Beliehene erhalten eine Urkunde über die Verleihung. Die Urkunde trägt das große Landessiegel. Die Verleihung wird im Amtsblatt für Brandenburg bekannt gemacht. Der Orden und die Urkunde gehen in das Eigentum des Beliehenen über. Seine Hinterbliebenen sind zur Rückgabe nicht verpflichtet.
- § 7: Erweist sich der Ordensinhaber durch sein Verhalten, insbesondere durch Begehen einer entehrenden Straftat, der Auszeichnung unwürdig oder wird ein solches Verhalten nachträglich bekannt, so kann der Ministerpräsident die Verleihung widerrufen. Der Orden und die Verleihungsurkunde sind in diesem Falle zurückzugeben.
- § 8: Die in diesem Gesetz verwendeten Funktions- und anderen Bezeichnungen gelten für Frauen und Männer. Die zur Ausführung dieses Gesetzes erforderlichen Verwaltungsvorschriften erlässt der Ministerpräsident.
- § 9: Dieses Gesetz tritt am Tag nach seiner Verkündung in Kraft.

## Sonstiges
Die umgangssprachliche Bezeichnung Roter-Adler-Orden bezieht sich auf das brandenburgische Wappen im Mittelstück des Ordens und ist eine Anlehnung an eine frühere preußische Auszeichnung.